# Atletisme als Jocs Olímpics d'Estiu de 1928 - 200 metres masculins
Els 200 metres masculins va ser una de les proves del programa d'atletisme disputades durant els Jocs Olímpics d'Amsterdam de 1928. La prova es va disputar el 31 de juliol i 1 d'agost de 1928 i hi van prendre part 59 atletes de 29 nacions diferents.

## Medallistes
| Or                   | Plata                 | Bronze              |
| Percy Williams (CAN) | Walter Rangeley (GBR) | Helmut Körnig (GER) |

## Format de la competició
La competició va utilitzar el format de quatre rondes introduït el 1920: eliminatòries, quarts de final, semifinals i final. Hi va haver 15 sèries d'entre 2 i 6 corredors cadascuna, amb els 2 primers de cadascuna d'elles que van passaven als quarts de final. Els quarts de final van constar de 6 sèries de 5 atletes cadascuna; els primers classificats de cada sèrie van passar a les semifinals. Hi va haver 2 semifinals, cadascuna amb 6 corredors. En aquesta ronda, els tres millors atletes van avançar. La final va comptar amb 6 corredors. Les curses es van córrer en una pista de 400 metres.

## Rècords
Aquests eren els rècords del món i olímpic que hi havia abans de la celebració dels Jocs Olímpics de 1928.
| Rècord del Món |       |             |                   |                    |
| Rècord Olímpic | 21.6" | Archie Hahn | Saint Louis (USA) | 31 d'agost de 1904 |

No es van establir nous rècords mundials ni olímpics durant la competició. Helmut Körnig va igular el rècord olímpic en els últims quarts de final.

## Calendari
| Data                            | Horari      | Ronda                  |
| ------------------------------- | ----------- | ---------------------- |
| Divendres, 31 de juliol de 1928 | 14:50 17:15 | Sèries Quarts de final |
| Dissabte, 1 d'agost de 1928     | 14:00 15:50 | Semifinals Final       |

## Resultats

### Sèries
Els dos primers classificats de cadascuna de les quinze sèries passava a quarts de final.
Sèrie 1
| Pos. | Atleta         | Nació        | Temps      | Notes |
| ---- | -------------- | ------------ | ---------- | ----- |
| 1    | Henry Cumming  | Estats Units | 22.4       | Q     |
| 2    | André Mourlon  | França       | Desconegut | Q     |
| 3    | André Théard   | Haití        | Desconegut |       |
| 4    | Willy Weibel   | Suïssa       | Desconegut |       |
| 5    | Diego Ordóñez  | Espanya      | Desconegut |       |
| 6    | Ladislau Peter | Romania      | Desconegut |       |

Sèrie 2
| Pos. | Atleta           | Nació   | Temps      | Notes |
| ---- | ---------------- | ------- | ---------- | ----- |
| 1    | Björn Kugelberg  | Suècia  | 22.4       | Q     |
| 2    | Maurice Degrelle | França  | Desconegut | Q     |
| 3    | Donald Cullen    | Irlanda | Desconegut |       |
| 4    | Renos Frangoudis | Grècia  | Desconegut |       |

Sèrie 3
| Pos. | Atleta           | Nació     | Temps      | Notes |
| ---- | ---------------- | --------- | ---------- | ----- |
| 1    | John Fitzpatrick | Canadà    | 22.8       | Q     |
| 2    | Jimmy Carlton    | Austràlia | 22.8       | Q     |
| 3    | Joan Serrahima   | Espanya   | Desconegut |       |
| 4    | Ronald Burns     | Índia     | Desconegut |       |
| 5    | Alejandro Hannig | Xile      | Desconegut |       |

Sèrie 4
| Pos. | Atleta              | Nació         | Temps      | Notes |
| ---- | ------------------- | ------------- | ---------- | ----- |
| 1    | Jakob Schüller      | Alemanya      | 22.0       | Q     |
| 2    | Rinus van den Berge | Països Baixos | Desconegut | Q     |
| 3    | François Prinsen    | Bèlgica       | Desconegut |       |
| 4    | Hans Niggl          | Suïssa        | Desconegut |       |

Sèrie 5
| Pos. | Atleta          | Nació        | Temps | Notes |
| ---- | --------------- | ------------ | ----- | ----- |
| 1    | Charlie Paddock | Estats Units | 22.2  | Q     |
| 2    | Mario Gómez     | Mèxic        | 22.5  | Q     |
| 3    | Anselmo Gonzaga | Filipines    | 22.7  |       |
| 4    | Adolphe Groscol | Bèlgica      | 23.8  |       |

Sèrie 6
| Pos. | Atleta         | Nació        | Temps | Notes |
| ---- | -------------- | ------------ | ----- | ----- |
| 1    | Jackson Scholz | Estats Units | 22.2  | Q     |
| 2    | Ralph Adams    | Canadà       | 22.5  | Q     |
| 3    | Iwao Aizawa    | Japó         | 22.6  |       |
| 4    | Sean Lavan     | Irlanda      | 22.9  |       |

Sèrie 7
| Pos. | Atleta           | Nació        | Temps | Notes |
| ---- | ---------------- | ------------ | ----- | ----- |
| 1    | Charley Borah    | Estats Units | 25.0  | Q     |
| 2    | Hermann Schlöske | Alemanya     | 25.0  | Q     |

Sèrie 8
| Pos. | Atleta           | Nació          | Temps      | Notes |
| ---- | ---------------- | -------------- | ---------- | ----- |
| 1    | André Cerbonney  | França         | 22.2       | Q     |
| 2    | Paul Brochart    | Bèlgica        | Desconegut | Q     |
| 3    | Ferenc Gerő      | Hongria        | Desconegut |       |
| 4    | James Hall       | Índia          | Desconegut |       |
| 5    | Johann Bartl     | Txecoslovàquia | Desconegut |       |
| 6    | Francisco Costas | Mèxic          | Desconegut |       |

Sèrie 9
| Pos. | Atleta          | Nació      | Temps      | Notes |
| ---- | --------------- | ---------- | ---------- | ----- |
| 1    | Wilfred Legg    | Sud-àfrica | 22.4       | Q     |
| 2    | Alberto Barucco | Argentina  | Desconegut | Q     |
| 3    | Haris Šveminas  | Lituània   | Desconegut |       |
| —    | George Hester   | Canadà     | DSQ        |       |

Sèrie 10
| Pos. | Atleta         | Nació          | Temps      | Notes |
| ---- | -------------- | -------------- | ---------- | ----- |
| 1    | Helmut Körnig  | Alemanya       | 23.4       | Q     |
| 2    | Karel Knenicky | Txecoslovàquia | Desconegut | Q     |
| 3    | Jean Moulin    | Luxemburg      | Desconegut |       |

Sèrie 11
| Pos. | Atleta             | Nació      | Temps      | Notes |
| ---- | ------------------ | ---------- | ---------- | ----- |
| 1    | Guy Butler         | Regne Unit | 22.8       | Q     |
| 2    | Jérôme Mannaert    | França     | Desconegut | Q     |
| 3    | Juan Bautista Pina | Argentina  | Desconegut |       |

Sèrie 12
| Pos. | Atleta               | Nació      | Temps      | Notes |
| ---- | -------------------- | ---------- | ---------- | ----- |
| 1    | Hermann Geißler      | Àustria    | 22.4       | Q     |
| 2    | Giuseppe Castelli    | Itàlia     | Desconegut | Q     |
| 3    | Aubrey Burton-Durham | Sud-àfrica | Desconegut |       |
| 4    | Angelos Lambrou      | Grècia     | Desconegut |       |

Sèrie 13
| Pos. | Atleta          | Nació         | Temps      | Notes |
| ---- | --------------- | ------------- | ---------- | ----- |
| 1    | Walter Rangeley | Regne Unit    | 22.0       | Q     |
| 2    | Harry Broos     | Països Baixos | Desconegut | Q     |
| 3    | Willy Dujarin   | Bèlgica       | Desconegut |       |
| 4    | José de Lima    | Portugal      | Desconegut |       |

Sèrie 14
| Pos. | Atleta            | Nació          | Temps      | Notes |
| ---- | ----------------- | -------------- | ---------- | ----- |
| 1    | Percy Williams    | Canadà         | 22.6       | Q     |
| 2    | Jack Hambidge     | Regne Unit     | Desconegut | Q     |
| 3    | Jaroslav Vykoupil | Txecoslovàquia | Desconegut |       |

Sèrie 15
| Pos. | Atleta         | Nació      | Temps      | Notes |
| ---- | -------------- | ---------- | ---------- | ----- |
| 1    | Cyril Gill     | Regne Unit | 22.2       | Q     |
| 2    | Howard Kinsman | Sud-àfrica | Desconegut | Q     |
| 3    | Edgardo Toetti | Itàlia     | Desconegut |       |

### Quarterfinals
Els dos primers classificats de cadascuna de les sis sèries passen a semifinals.
Quarts de final 1
| Pos. | Atleta          | Nació        | Temps      | Notes |
| ---- | --------------- | ------------ | ---------- | ----- |
| 1    | Jakob Schüller  | Alemanya     | 22.0       | Q     |
| 2    | Henry Cumming   | Estats Units | Desconegut | Q     |
| 3    | Ralph Adams     | Canadà       | Desconegut |       |
| 4    | Hermann Geißler | Àustria      | Desconegut |       |
| 5    | Jack Hambidge   | Regne Unit   | Desconegut |       |

Quarts de final 2
| Pos. | Atleta              | Nació         | Temps      | Notes |
| ---- | ------------------- | ------------- | ---------- | ----- |
| 1    | Wilfred Legg        | Sud-àfrica    | 21.8       | Q     |
| 2    | Cyril Gill          | Regne Unit    | Desconegut | Q     |
| 3    | Hermann Schlöske    | Alemanya      | Desconegut |       |
| 4    | Rinus van den Berge | Països Baixos | Desconegut |       |
| 5    | André Mourlon       | França        | Desconegut |       |

Quarts de final 3
| Pos. | Atleta          | Nació         | Temps      | Notes |
| ---- | --------------- | ------------- | ---------- | ----- |
| 1    | Charlie Paddock | Estats Units  | 21.8       | Q     |
| 2    | Björn Kugelberg | Suècia        | Desconegut | Q     |
| 3    | André Cerbonney | França        | Desconegut |       |
| 4    | Guy Butler      | Regne Unit    | Desconegut |       |
| 5    | Harry Broos     | Països Baixos | Desconegut |       |

Quarts de final 4
| Pos. | Atleta           | Nació          | Temps      | Notes |
| ---- | ---------------- | -------------- | ---------- | ----- |
| 1    | Jackson Scholz   | Estats Units   | 21.8       | Q     |
| 2    | Walter Rangeley  | Regne Unit     | 21.9       | Q     |
| 3    | Paul Brochart    | Bèlgica        | Desconegut |       |
| 4    | Maurice Degrelle | França         | Desconegut |       |
| 5    | Karel Knenicky   | Txecoslovàquia | Desconegut |       |

Quarts de final 5
| Pos. | Atleta           | Nació      | Temps      | Notes |
| ---- | ---------------- | ---------- | ---------- | ----- |
| 1    | John Fitzpatrick | Canadà     | 22.0       | Q     |
| 2    | Mario Gómez      | Mèxic      | Desconegut | Q     |
| 3    | Alberto Barucco  | Argentina  | Desconegut |       |
| 4    | Jérôme Mannaert  | França     | Desconegut |       |
| 5    | Howard Kinsman   | Sud-àfrica | Desconegut |       |

Quarts de final 6
| Pos. | Atleta            | Nació        | Temps | Notes |
| ---- | ----------------- | ------------ | ----- | ----- |
| 1    | Helmut Körnig     | Alemanya     | 21.6  | Q, RO |
| 2    | Percy Williams    | Canadà       | 21.8  | Q     |
| 3    | Charley Borah     | Estats Units | 21.8  |       |
| 4    | Jimmy Carlton     | Austràlia    | 22.0  |       |
| 5    | Giuseppe Castelli | Itàlia       | 22.2  |       |

### Semifinals
Els tres primers classificats de cadascuna de les dues semifinals passen a la final.
Semifinal 1
| Pos. | Atleta          | Nació        | Temps | Notes |
| ---- | --------------- | ------------ | ----- | ----- |
| 1    | Percy Williams  | Canadà       | 22.0  | Q     |
| 2    | Walter Rangeley | Regne Unit   | 22.0  | Q     |
| 3    | Jakob Schüller  | Alemanya     | 22.1  | Q     |
| 4    | Charlie Paddock | Estats Units | 22.1  |       |
| 5    | Mario Gómez     | Mèxic        | 22.3  |       |
| —    | Wilfred Legg    | Sud-àfrica   | DNF   |       |

Semifinal 2
| Pos. | Atleta           | Nació        | Temps | Notes |
| ---- | ---------------- | ------------ | ----- | ----- |
| 1    | Helmut Körnig    | Alemanya     | 21.8  | Q     |
| 2    | Jackson Scholz   | Estats Units | 21.9  | Q     |
| 3    | John Fitzpatrick | Canadà       | 22.0  | Q     |
| 4    | Henry Cumming    | Estats Units | 22.1  |       |
| 5    | Cyril Gill       | Regne Unit   | 22.3  |       |
| 6    | Björn Kugelberg  | Suècia       | 22.6  |       |

### Final
Helmut Körnig i Jackson Scholz van acabar tan a prop un de l'altre que els jutges no van poder determinar qui era tercer i qui quart. Els jutges van decidir fer un desempat entre els dos, però Scholz es va negar a participar-hi, cosa que donà a Körnig la medalla de bronze.
| Pos. | Atleta           | Nació        | Temps |
| ---- | ---------------- | ------------ | ----- |
| 1    | Percy Williams   | Canadà       | 21.8  |
| 2    | Walter Rangeley  | Regne Unit   | 21.9  |
| 3    | Helmut Körnig    | Alemanya     | 21.9  |
| 4    | Jackson Scholz   | Estats Units | 21.9  |
| 5    | John Fitzpatrick | Canadà       | 22.1  |
| 6    | Jakob Schüller   | Alemanya     | 22.2  |